# Hippotion boerhaviae
Hippotion boerhaviae är en fjärilsart som beskrevs av Fabricius 1775. Hippotion boerhaviae ingår i släktet Hippotion och familjen svärmare. Inga underarter finns listade i Catalogue of Life.

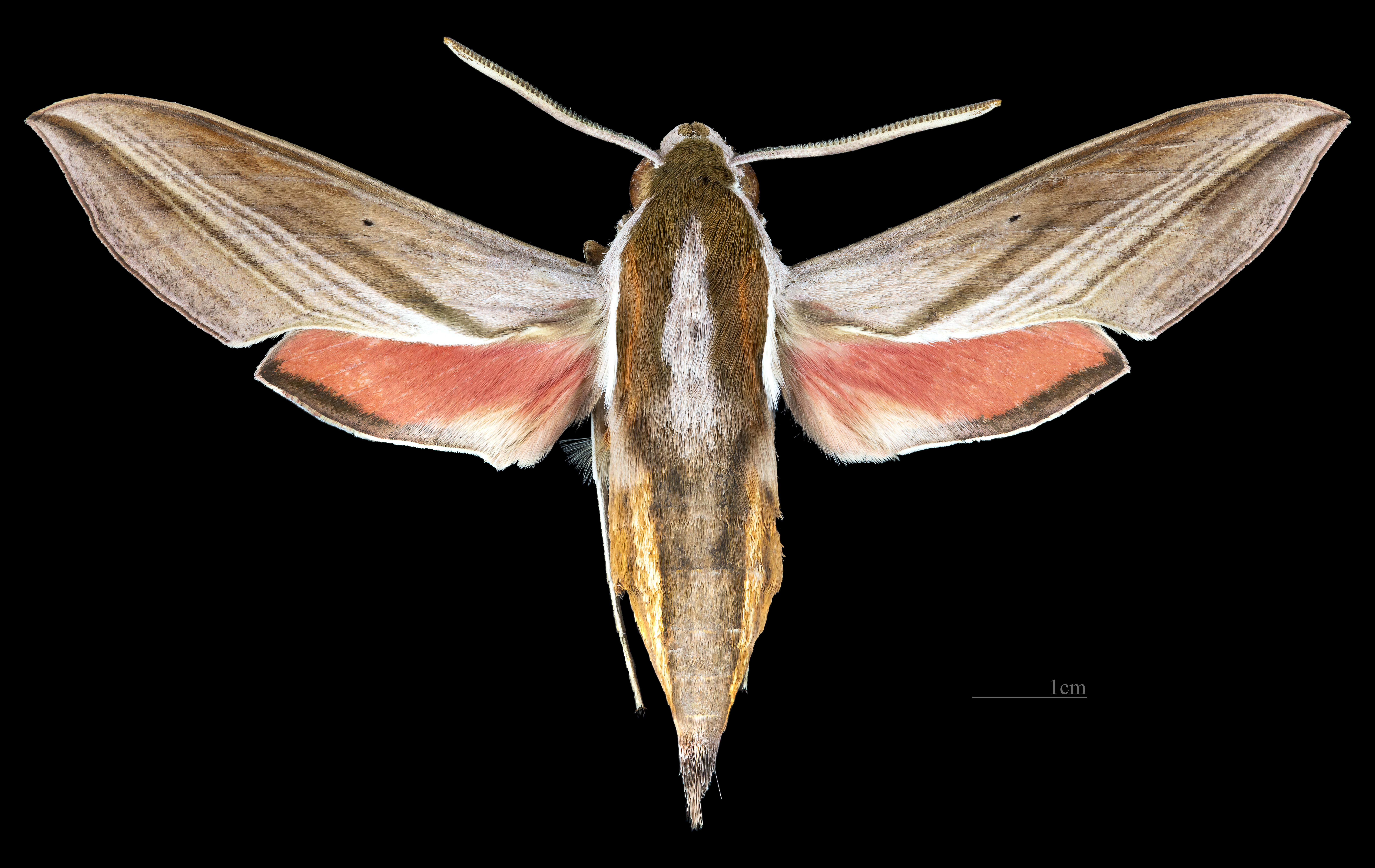
Hippotion boerhaviae  ♀
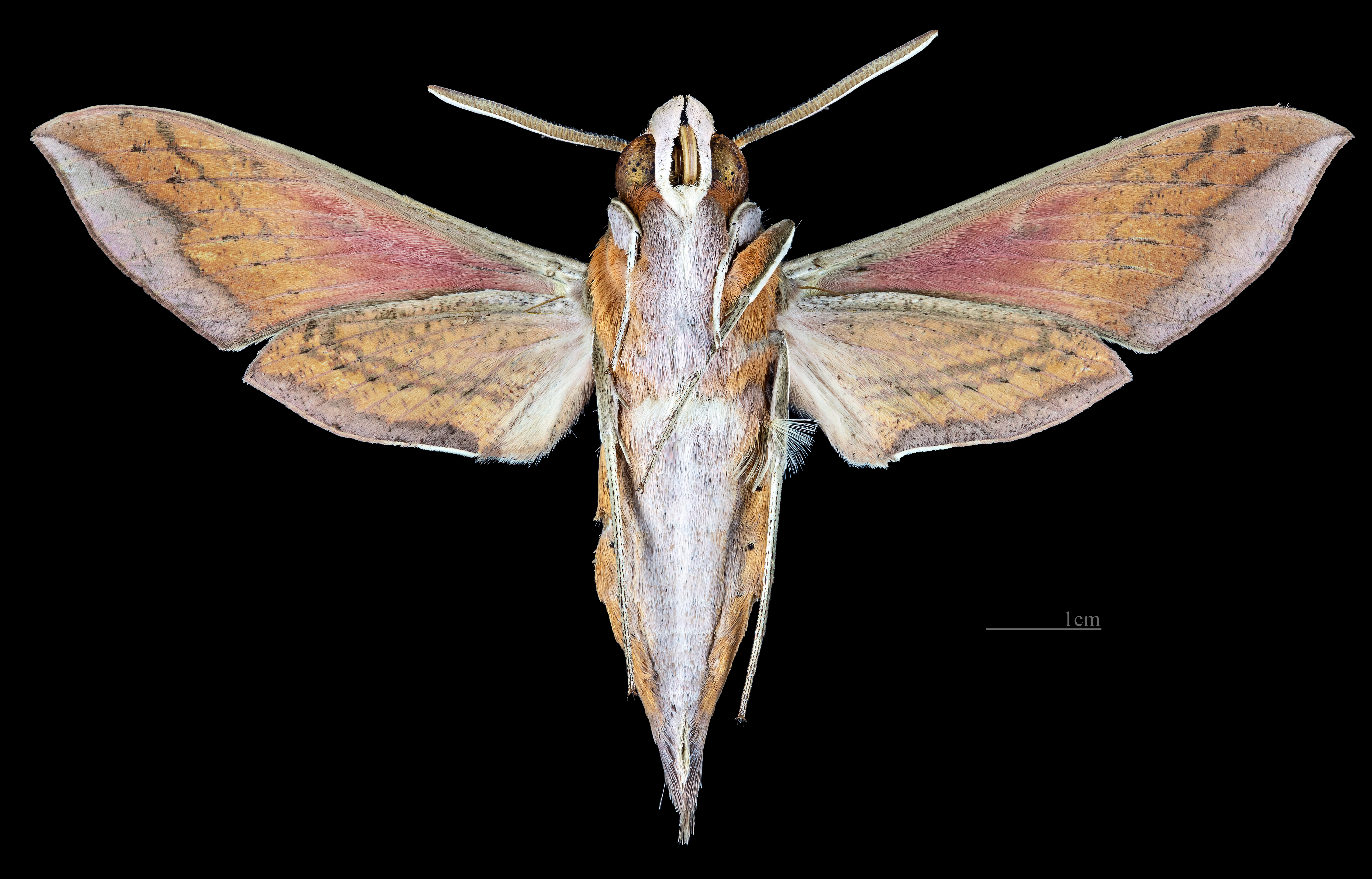
Hippotion boerhaviae  ♀ △